# Алевроцистиделлум
Алевроцистиделлум (Aleurocystidiellum) — рід грибів родини стереумові (Stereaceae). Назва вперше опублікована 1964 року.

## Класифікація
До роду Aleurocystidiellum відносять 2 види:
- Aleurocystidiellum subcruentatum
- Aleurocystidiellum tsugae

## Представники роду в Україні
«Визначник грибів України» описує вид Aleurodiscus disciformis (укр. алевродиск дисковидний) — рідкісний вид, що зустрічається в Карпатах, та який в деяких джерелах віднесений до роду алевроцистиделлум (Aleurocystidiellum disciforme — алевроцистиделлум дисковидний). Однак на сайті Index Fungorum назва Aleurocystidiellum disciforme є синонімом Aleurodiscus disciformis.